# Jurta Színház
A Jurta Színház 1987-ben nyílt meg a Népligetben, tervezői Szabó Ottó, Koffler Antal és Csertus Ferenc. Fennállása alatt Művészetbarátok Egyesülete sok rendezvényének és kiállításának adott helyet.

## Története
Az épületet Romhányi László 1985-ben saját pénzéből kezdte el építeni. 1987. április 14-én nyílt meg. 1987-től Romhányi töltötte be az igazgatói és a főrendezői posztot, és állandó társulatot szervezett.
A vállalkozás rövid idő alatt kudarcba fulladt, pénzügyi botrányok és jogviták következtében, amelyek során be is zárták az épületet. A színház vezetősége ezek ellenére is a magyar irodalom pártolását és magyar szerzők műveinek színrevitelét tűzte ki céljául. Olyan rangos szerzők műveiben gondolkodtak, mint Páskándi Géza, Ratkó József, Weöres Sándor, Szentmihályi Szabó Péter, Nemeskürty István, Kósa Ferenc, azonban az előadások nagy része elmaradt, és a bemutatott darabokat gyenge produkciók jellemezték.
Az 1980-as évek végén, a rendszerváltás idején különböző politikai pártok használták az épületet, színházi jellege egyre inkább háttérbe szorult. 1993 és 2008 között az E-klubnak adott otthont. Az épület új tulajdonosa 2012-ben a Morrison's Liget Kft. lett, mely új funkciót tervezett az egykor volt színháznak, ám végül a bontás mellett döntöttek. Helyén ma már csak egy kopjafa áll a Népligetben. 1991-től 2008. július 17-ig működött a Jurta Színház épületben az E-Klub, amelynek helyére, még ugyanabban az évben, a Diesel Club költözött be. Az épület alsó szintjén 1997-től néhány évig működött a Láthatatlan Kiállítás. Az épületet és udvarát ismételten átépítették, a Láthatatlan Kiállítást 2013 körül új helyre költöztették. Azóta kizárólagosan éjszakai szórakozóhelyként, Liget Club néven üzemel.

## Előadások
A Színházi adattárban regisztrált bemutatók száma: 8.
- 1987. szeptember 19.: Weöres Sándor: A kétfejű fenevad (rendezte: Romhányi László)
- 1987. szeptember 30.: Bencsik Imre: Pillanatnyi pénzzavar (rendezte: Geréb Attila)
- 1987. október 12.: Herczeg Ferenc: Bizánc (rendezte: Romhányi László)
- 1987. december 9.: Tolnai Ottó: Izéke homokozója, avagy a mammuttemető (rendezte: Jancsó Miklós)
- 1988. február 27.: Páskándi Géza: A vigéc (rendezte: Mihályfy Sándor)
- 1988. március 26.: Sólyom Ildikó: Megtörténhetett!? (rendezte: Romhányi László)
- 1988. május 22.: Nyirő József: Jézusfaragó ember (rendezte: Kazán István)
- 1988. június 11.: Népliget-story (rendezte: Kazán István)

## Társulat (1987-1988)
- Adorjáni Zsuzsa
- Andresz Kati
- Benedek Gyula
- Borbáth Ottília
- Csapó György
- Dózsa László
- Dunavetzky Anikó
- Egyedi Klára
- Frenkó Zsolt
- Geréb Attila
- Györgyfalvay Péter
- Hartmann Teréz
- Jancsik Ferenc
- Keres Emil
- Kisfalussy Bálint
- Lakatos István
- Muszte Anna
- Nagy Erika
- Pataky Jenő
- Petényi Ilona
- Szabó Zsuzsa
- Tihanyi Péter
- Tomanek Gábor
- Uri István
- Varga Tamás